# Darko Tanasković

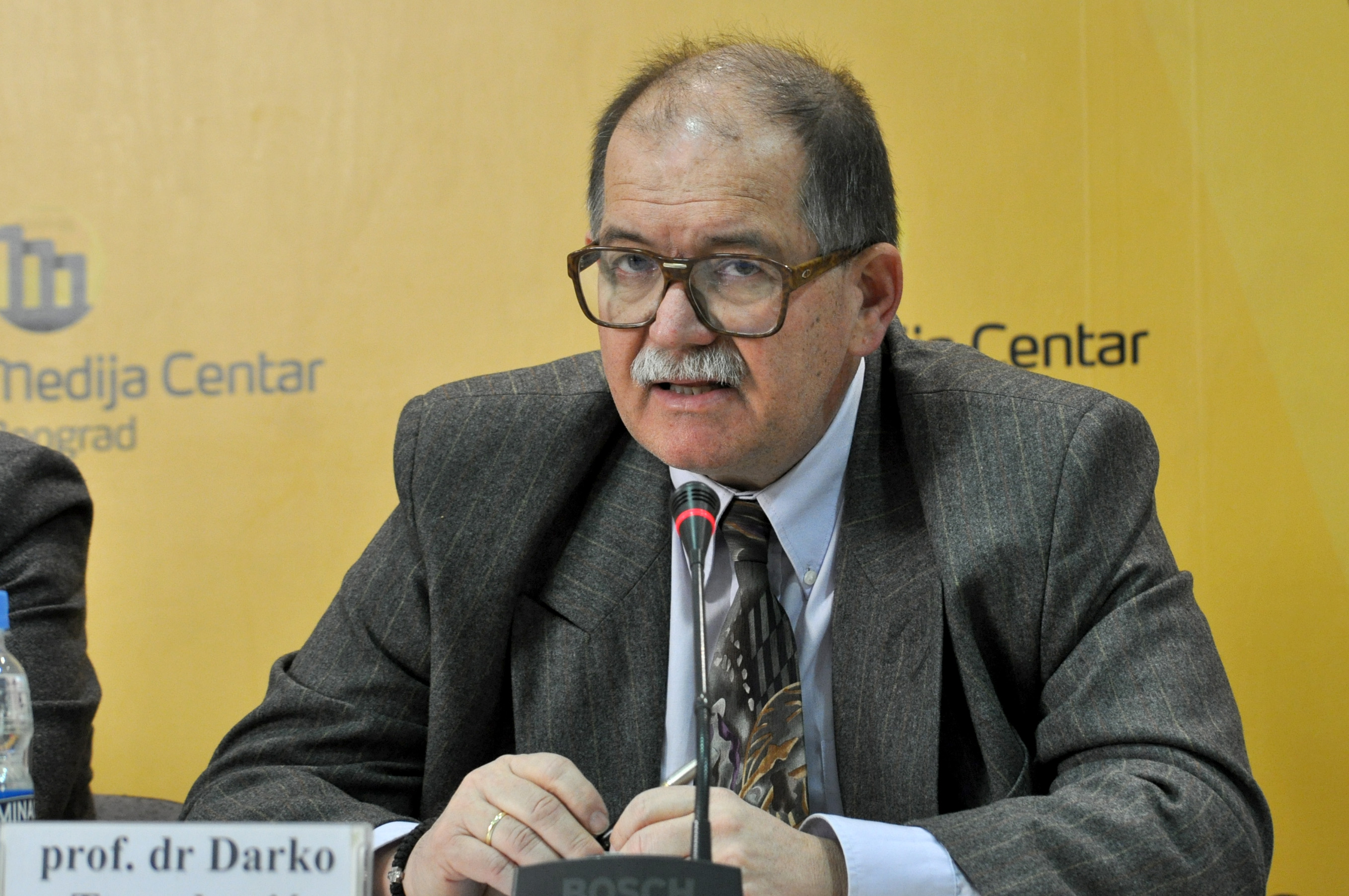
Darko Tanasković

Darko Tanasković (serbisch-kyrillisch Дарко Танасковић; * 4. Januar 1948 in Zagreb, Sozialistische Föderative Republik Jugoslawien) ist ein jugoslawischer und serbischer Orientalist, Arabist, Turkologe und Diplomat. Tanasković ist ein führender Orientalist in Serbien, der insbesondere zum Neoosmanismus publiziert hat. Im diplomatischen Dienst war er Vertreter der Bundesrepublik Jugoslawien in der Türkei, dem Vatikan, Aserbaidschan und der UNESCO. Tanasković beherrscht neben Latein und Altgriechisch insbesondere Französisch, Italienisch, Russisch, Arabisch, Türkisch und Persisch. Nach Ende seiner diplomatischen und akademischen Karriere ist er zurzeit noch Direktor im Aufsichtsrat des Serbischen Nationalmuseums in Belgrad.

## Leben
Geboren wurde er 1948 als Sohn des serbischen Generals Rajko Tanasković in Zagreb. Mit acht Jahren zog seine Familie nach Belgrad. Er wuchs in einem strengen Elternhaus auf, in dem seine Erziehung insbesondere von Pflichterfüllung dominiert war. Seine Mutter, Ines Wesley-Tanasković, arbeitete als Medizinerin unter anderem für die UN und war eine der globalen Pioniere bei der Einführung von Rechnern in die Biologie und Medizin. Sie konnte die strenge Erziehung des Vaters nur wenig abmildern. Nach der damals vierjährigen Grundschule konnte er das heute nicht mehr existierende altsprachliche Gymnasium in Belgrad besuchen. Er lernte dort acht Jahre Latein und sechs Jahre Altgriechisch sowie zwei weitere Fremdsprachen.
Nach dem Abitur 1966 schrieb sich Tanasković gegen den Willen seiner Eltern in Orientalistik ein. Die orientalistische Fakultät Belgrads bestand seit 1928. Hier war es insbesondere Fehim Bajraktarević (1889–1970), der ihm die persische Literatur nahe brachte.
Tanasković diplomierte 1970, magistrierte 1972 und promovierte 1979 ebenfalls an der Philologischen Fakultät in Belgrad über das Thema: Arapski jezik u suvremenom Tunisu – diglosija i bilingvizam. Ab 1971 war er Assistent, ab 1980 Dozent und ab 1981 außerordentlicher Professor. 1989 wurde er zum ordentlichen Professor ernannt.
1970 machte er Bekanntschaft mit dem damaligen jugoslawischen Staatspräsidenten Josip Broz Tito, für den er in Brioni zum Türkisch-Dolmetscher anlässlich des Staatsbesuchs von Süleyman Demirel bestimmt wurde. Tanasković, der keine Ausbildung zum Dolmetscher besaß und diese Aufgabe nicht eingefordert hatte, stand, als Tito das Defilee vor der Villa inspizierte, vor dem ihm neugierig musternden Tito, der ihn fragte, was er hier für eine Aufgabe habe. Als Tanasković Tito erläuterte, dass er nur Türkisch dolmetsche wurde er gefragt, ob er denn selbst Türke sei. Nachdem Tanasković verneinte und sagte, er habe es in Belgrad studiert, zeigte Tito auf beistehende Minister und den Jugoslawischen Außenamtschef: „Schau, diese wissen nichts, die lernen überhaupt nichts, ihr müsst diese mal ersetzten. Diplomatie wird auf den Fluren gemacht, aber was können die schon machen, wenn sie keine Sprache beherrschen?“

## Wissenschaftliche Laufbahn
Tanasković unterrichtete Arabisch, Arabische Literatur, Türkisch, Türkische Literatur, Einführung in die Orientalische Philologie, Persische Literatur, Grundlagen der Islamischen Zivilisation, Grundlagen der komparativen Grammatik der Semitischen Sprachen und Christentum und Islam. Er unterrichtete neben der Philologischen Fakultät an der Hochschule für Angewandte Wissenschaften „Megatrend“ u. a.
Tanasković ist ein international angesehener Orientalist, der u. a. 2018 in Teheran zur Milleniumsfeirer von Omar Khayyam als Gastredner eingeladen war.

## Diplomatische Laufbahn
Von 1995 bis 1999 war Tanasković Botschafter der Bundesrepublik Jugoslawien in der Türkei, 1998 bis 1999 in Aserbeidschan, 2002 bis 2008 Botschafter der Bundesrepublik Jugoslawien im Vatikan.
Von 2014 bis 2018 war er Botschafter Serbiens bei der UNESCO.
In seiner diplomatischen Tätigkeit lernte Tanasković insbesondere die kirchlichen Oberhirten der Römisch-Katholischen Kirche kennen. Tanasković hatte zu drei Päpsten Kontakt, Johannes Paul II., Benedikt XVI. und Franziskus. Insbesondere mit Kardinal Ratzinger als damaligen Chef der Glaubenskongregation im Vatikan und späteren Papst führte er mehrere Audienzen, die insbesondere über Fragen zu Islam und der Türkei geführt wurden. Tanasković war ebenfalls in der gemischten Kommission der Serbisch-Orthodoxen Kirche und der Kroatischen Bischöfe bei Papst Franziskus in Fragen zur möglichen Heiligsprechung von Alojzije Stepinac. Franziskus erklärte nach Abschluss der Beratungen das einige Sachen immer noch unklar seien, was als vorläufig abschlägige Bewertung zur Heiligsprechung durch Papst Franziskus gewertet wird.

## Tauziehen um den Kosovo in der UNESCO
Als Botschafter Serbiens gegenüber der UNESCO konnte er einen Antrag Albaniens zur Aufnahme des Kosovo in die UNESCO bei der Generalversammlung in Paris durch Abstimmung in der Hauptversammlung in Paris am 9. November 2015 abwenden. Für den diplomatischen Erfolg erhielt er vom serbischen Patriarchen Irinej den Orden des Heiligen Sava. Der Erfolg vor der UNESCO war umso erstaunlicher, als von den westlichen Mächten USA, Großbritannien aber auch der Türkei und Saudi-Arabien einflussreich für dessen Aufnahme geworben wurde. Tanasković beschrieb, dass dies das erste Mal in der 70-jährigen Geschichte der UNESCO war, das ein Vorschlag der Hauptversammlung in der Hauptkonferenz nicht angenommen wurde. Tanasković sagte das Serbien für die Bewahrung seiner Kulturgüter auch nach der Abstimmung weiterhin Kämpfen müsse. Ein weiterer Versuch des Kosovo zur Aufnahme in die UNESCO wurde jedoch nicht mehr beantragt (Stand 2020).
Tanaskovićs größte diplomatische Leistung sind die Monate vor der Abstimmung um die potentielle Aufnahme des Kosovo in die UNESCO, in denen der Diplomat gegen die Einflussnahme der Länder des Westens (USA, Großbritannien, Frankreich, Großbritannien, Deutschland, Österreich und Slowenien) sowie der Islamischen Gemeinschaft (Türkei, Saudi-Arabien) zur Abstimmung der Aufnahme des Kosovo in ein wesentliches Gremium der UN eine Gegenkampagne unternahm, die für ihn und Serbien letztlich erfolgreich verlief. Tanasković berichtete unter anderen, dass Recep Tayyip Erdoğan noch einen Tag vor der Abstimmung den Präsidenten Aserbeidschans telefonisch bat, in der Abstimmung dafür zu stimmen. Obwohl durch die westlichen, türkischen und arabischen Lobbyisten und Sponsoren der kosovarischen Seite eine Atmosphäre entstanden war, die Abstimmung bestünde nur noch aus einer rein formalen Angelegenheit, hatte die serbische Führung auf höchster Ebene alle Kanäle koordiniert eingesetzt um das prognostizierte Abstimmungsergebnis zu wandeln. So konnten unter anderen Russland, China, Indien, Simbabwe, Indonesien, Kuba, Spanien, Marokko und andere gewonnen werden. Bis zum Schluss blieb aber unklar, wie die Wage stand. Tanasković berichtete, dass alle gesellschaftlichen Subjekte Serbiens, Regierung, Außenministerium, Serbisch Akademie der Wissenschaften und die Serbisch Orthodoxe Kirche Tag und Nacht dafür in engster Koordination zusammen arbeiteten. Während der Kampagne hatte Tanasković selbst mehrmals mitten in der Nacht mehrere Telefonate mit dem serbischen Außenminister Ivica Dačić. Das Abstimmungsergebnis und der Erfolg Serbiens unter der Leitung Tanaskovićs stellten im Nachhinein einen wichtigen und weitreichenden Präzedenzfall, da die Prinzipien und Statuten der UN verteidigt wurden, die nur eine Aufnahme von UN-Mitgliedern in Gremien der UN erlauben und die westlichen Länder unter Führung der USA in der Abstimmung ebenfalls eine wesentliche Niederlage auf internationaler Ebene verzeichnet hatten. Für Serbien war es der wichtigste taktische Erfolg über die Statusfrage des Kosovo, den es nach dessen unilateralen Unabhängigkeitserklärung 2008 auf internationaler Ebene errang.

## Veröffentlichungen
- Arapska poezija (1977)
- mit I. Šop: Sufizam (19??)
- Arapski jezik u savremenom Tunisu (1982)
- Kontrastivna analiza arapskog i srpskohrvatskog jezika (1982)
- U dijalogu s islamom (1992)
- Weshalb wird die Radikalisierung des Islam auf dem Balkan verschleiert (1994)
- Protivrečnosti neobošnjaštva. In: Bosna i Hercegovina od srednjeg veka do novijeg vremena. Istorijski institut SANU, Belgrad 1995. S. 47–56.
- mit S. Đinđić, M. Teodosijević: Tursko-srpski rečnik (1997)
- Na Istoku Zapada (2000)
- Autonomija mišljenja (2000)
- Islam i mi. Partenon, Belgrad 2000 (1. Auflage), 2002 (2. Auflage), 2006 (3. Auflage), 2010 (4. Auflage)
- Jugoistok Srbije: Kontinuitet krize i mogući ishodi (s grupom autora, 2001)
- mit A. Mitrović: Gramatika arapskog jezika (2005)
- Islam: dogma i život (2008)
- Neoosmanizam – povratak Turske na Balkan: doktrina i spoljnopolitička praksa (2010; 2011)
  - englische Übersetzung: Neo-Ottomanism. A doctrine and foreign policy practice, Association of Non-Governmental Organisations of Southeast Europe-CIVIS, 2013, ISBN 978-86-908103-5-2
- Golub koji nije postao ptica (2012)
- Belezi vremena. Pojave, događaji, ljudi, 2014, ISBN 978-86-83903-70-2
- Veliki povratak Turske?: Neoosmanizam ili Islamizam (2015)
- Autonomija mišljenja: novi razgovori sa Darkom Tanaskovićem (2016)